# Романи (Мачерата)
Романи (итал. Romani) насеље је у Италији у округу Мачерата, региону Марке.
Према процени из 2011. у насељу је живело 63 становника. Насеље се налази на надморској висини од 482 м.